# Polycarpon coquimbense
Polycarpon coquimbense är en nejlikväxtart som beskrevs av R.E. Gereau och C. Marticorena. Polycarpon coquimbense ingår i släktet tusenfrön, och familjen nejlikväxter. Inga underarter finns listade i Catalogue of Life.